# 格茲居萊爾
格茲居萊爾是土耳其的城鎮，位於該國南部，距離伊斯肯德倫32公里，由哈塔伊省負責管轄，毗鄰與敘利亞接壤的邊境，海拔高度50米，2011年人口7,816。

## 外部連結
- For images （页面存档备份，存于）